# Nova capital administrativa d'Egipte
La nova capital administrativa d'Egipte (àrab: العاصمة الإدارية الجديدة, al-ʿĀṣima al-Idāriyya al-Jadīda) és un projecte, anunciat el 2015, per disposar d'una nova capital, construïda a partir del no res al mig del desert, uns 45 km a l'est del Caire.

## Anunci
El 13 de març del 2015, dins la Conferència per al desenvolupament econòmic d'Egipte que es va celebrar a Xarm el-Xeikh, el govern d'Abdelfatah Al-Sisi va anunciar, entre altres grans projectes, els plans per construir, amb la finalitat de descongestionar el Caire, una nova ciutat d'una superfície de 700 kilòmetres quadrats a on es desplaçarien tots els ministeris i edificis del govern del país i que tindria un aeroport més gran que el de Heathrow, a Londres, i un parc el doble de gran que el Central Park de Nova York. Altres característiques serien: un parc d'atraccions quatre cops més gran que el de Disneyland a Califòrnia, universitats, 40.000 habitacions d'hotel, prop de 2.000 escoles, 18 hospitals, més de 600 centres sanitaris, més de mil mesquites i esglésies, nombrosos gratacels i barris residencials així com habitatges més modestos per a funcionaris i gent jove, tot plegat lligat per prop de 10.000 quilòmetres de vies de circulació.
En conjunt es tractaria de 21 districtes residencials i 25 «districtes especialitzats». Entre aquests districtes específics hi ha el governamental, el de la justícia, el central de negocis, el financer, el de l'educació, el diplomàtic o el mèdic.
La previsió seria que allotgés cinc milions d'habitants i que la construcció es completés en un temps d'entre 5 i 7 anys. El pressupost anunciat se situa en 45.000 milions de dòlars. En el moment de l'anunci no se'n va donar la ubicació exacta.

## Gestió i finançament
Inicialment, el govern egipci, preveient no suportar el cost del projecte, el va posar en mans de Capital City Partners, un fons privat d'inversió immobiliària amb base a Dubai encapçalat per Mohammed Alabbar, qui havia liderat la construcció del Burj Khalifa, gratacels d'alçada rècord mundial situat a Dubai, en la dècada anterior.
El memoràndum d'entesa, per al desenvolupament del projecte, entre el govern egipci i Mohammed Alabbar va fracassar quan aquest va demanar que part dels fons necessaris provinguessin de bancs egipcis, contravenint el que s'hi establia, i el contracte no es va arribar a signar. El govern va establir una companyia privada amb capital públic, la Administrative Capital for Urban Development (ACUD), que s'ha fet càrrec de la gestió del projecte a partir de maig del 2016. Segons l'aleshores president de l'ACUD, Ayman Ismail, el novembre del 2016 la companya tenia prevista una oferta pública inicial per un terç de les accions, mentre un terç de la propietat quedava en mans de l'exèrcit egipci i l'altre terç pertanyia a l'agència governamental responsable, des del 1979, de les noves comunitats urbanes, la New Urban Communities Authority (NUCA). Més endavant, el març del 2017, el Servei d'Informació Estatal (SIS) presentava tres estaments oficials com a components de la companyia: la NUCA lligada al Ministeri d'Habitatge, l'exèrcit a través de la denominada Armed Forces National Lands Projects Agency i l'organització de fabricació d'armament i serveis National Service Products Organization també depenent del Ministeri de Defensa. Informacions a partir d'octubre del 2017 ja parlen d'una distribució del capital de l'ACUD que seria d'un 51% per part de l'exèrcit i un 49% de la NUCA.

## Evolució
Inicialment el projecte es va difondre amb el «nom paraigua» thecapitalcairo que apareixia en diversos materials i referències, però no va durar massa temps. A partir del 2017 sembla haver-se consolidat la denominació de Nova Capital Administrativa (NAC, per les seves sigles en anglès).
Una de les primeres construccions en completar-se va ser l'hotel Al-Masa, o Al Masah, propietat de l'exèrcit i que comprèn un complex turístic, un llac, una sala de conferències i un centre comercial. Inaugurat el 6 d'octubre del 2017, Dia de les Forces Armades a Egipte, l'11 d'octubre va ser la seu de la cerimònia d'inauguració de la Nova Capital Administrativa per part del president Abdel Fatah al-Sisi.